# Roberto Hazon (Dirigent)
Roberto Hazon (* 25. September 1854 in Borgo Val di Taro; † 9. September 1920 in Mailand) war ein italienischer Dirigent und Musikpädagoge.
Hazon studierte an der Scuola del Carmine in Parma und am Konservatorium von Mailand. In Mailand war er Schüler von Franco Faccio, der Dirigent an der Scala war. Er wirkte dann als Operndirigent am Teatro Dal Verme, bis er 1886 mit der New Royal Italian Opera Company unter Leitung von Martin Simonsen nach Melbourne reiste. Er trat mit der Company in Melbourne, Sydney und anderen australischen Städten auf und beschloss 1888, in Australien zu bleiben.
George Rignold engagierte ihn 1889 für Konzerte im Her Majesty's Theatre in Sydney, und im gleichen Jahr wurde er Dirigent der Sydney Philharmonic Society. Mit dieser und dem Sänger Charles Santley führte er erfolgreich Mendelssohns Elias, weitere populäre Oratorien, Werke australischer Komponisten wie Charles Packer und Alfred Hill und – erstmals in Sydney – Hector Berlioz’ La damnation de Faust auf. Daneben unterrichtete er Gesang, Harmonielehre und Orchestration.
1891 gründete Hazon die Sydney Amateur Orchestral Society. Bei deren jährlicher Konzertreihe führte er viele neue Werke auf und brachte Musiker wie Johann Kruse (1895) und Ignacy Paderewski (1904) nach Australien. 1901 reiste er nach Italien um Musiker und Sänger für James Cassius Williamsons Italian Opera Company zu engagieren, deren Dirigent und künstlerischer Leiter er in dieser Saison war. Mit dieser führte er erstmals in Australien Giacomo Puccinis La Bohème, Giuseppe Verdis Otello und Umberto Giordanos Fedora auf.
1907 gab Hazon sein Abschiedskonzert in der Sydney Town Hall. Er kehrte nach Mailand zurück und dirigierte dort einige Zeit an der Scala. 1910 reiste er als Dirigent von Williamsons Grand Opera Company erneut nach Australien und führte dort mit Bel Sorel und Amy Castles Puccinis Madama Butterfly in englischer Sprache auf.

## Quelle
- Australian Dictionary of Biography - Roberto Hazon

| Personendaten    | Personendaten                            |
| ---------------- | ---------------------------------------- |
| NAME             | Hazon, Roberto                           |
| KURZBESCHREIBUNG | italienischer Dirigent und Musikpädagoge |
| GEBURTSDATUM     | 25. September 1854                       |
| GEBURTSORT       | Borgo Val di Taroa                       |
| STERBEDATUM      | 9. September 1920                        |
| STERBEORT        | Mailand                                  |